# Martín Eulogio Rodríguez
Martín Eulogio Rodríguez (Lima, 24 de setembro de 1968) é um ex-futebolista peruano que atuava como meia.

## Carreira
Martín Eulogio Rodríguez integrou a Seleção Peruana de Futebol na Copa América de 1995.